# Joseph L. Mankiewicz
Joseph Leo Mankiewicz (Wilkes-Barre, 11 februari 1909 – Bedford (New York), 5 februari 1993) was een Amerikaans scenarioschrijver, filmregisseur en filmproducent. Mankiewicz schreef in Hollywood 48 scenario's, waaronder All About Eve, waarvoor hij een Oscar kreeg.
Mankiewicz was de zoon van Joods-Duitse immigranten. Hij was een jongere broer van regisseur en scenarist Herman J. Mankiewicz en de vader van Tom Mankiewicz, geboren in 1940, scenarioschrijver van onder meer de Bondfilms Diamonds Are Forever en The Man with the Golden Gun.

## Filmografie

### Regisseur
- 1946: Dragonwyck
- 1946: Somewhere in the Night
- 1947: The Late George Apley
- 1947: The Ghost and Mrs. Muir
- 1948: Escape
- 1949: A Letter to Three Wives
- 1949: House of Strangers
- 1950: No Way Out
- 1950: All About Eve
- 1951: People Will Talk
- 1952: 5 Fingers
- 1953: Julius Caesar
- 1954: The Barefoot Contessa
- 1955: Guys and Dolls
- 1958: The Quiet American
- 1959: Suddenly, Last Summer
- 1963: Cleopatra
- 1964: A Carol for Another Christmas
- 1967: The Honey Pot
- 1970: There Was a Crooked Man...
- 1972: Sleuth

### Scenario (selectie)
- 1929: The Saturday Night Kid
- 1932: Million Dollar Legs
- 1934: Manhattan Melodrama
- 1934: Our Daily Bread
- 1934: Forsaking All Others
- 1935: I Live My Life
- 1940: The Philadelphia Story
- 1944: The Keys of the Kingdom
- 1946: Dragonwyck
- 1946: Somewhere in the Night
- 1949: A Letter to Three Wives
- 1950: No Way Out
- 1950: All About Eve
- 1951: People Will Talk
- 1952: 5 Fingers
- 1953: Julius Caesar
- 1954: The Barefoot Contessa
- 1955: Guys and Dolls
- 1958: The Quiet American
- 1963: Cleopatra
- 1967: The Honey Pot